# Johnny the Fox
Johnny the Fox címmel jelent meg az ír Thin Lizzy hard rock zenekar hetedik nagylemeze 1976. október 16-án. A lemezt a Vertigo Records adta ki, az amerikai terjesztést pedig a Mercury Records végezte. Az album produceri munkálataiért John Alcock felelt, akivel a Jailbreak albumon dolgozott első ízben a zenekar. A felvételek ismét a The Who stúdiójában, a Ramport Stúdió-ban zajlottak.
Az albumról a Don't Believe a Word jelent meg kislemezen, amely sikeresnek bizonyult , a 12. helyig jutott a brit kislemezek listáján. Ez az album volt a zenekar utolsó olyan anyaga, amelyen Robertson teljes jogú zenekari tagként szerepelt. A felvételek során egyre inkább kiéleződtek a gitáros és Lynott közötti nézeteltérések, így Robertson a megjelenést követően kilépett, a következő albumon csak néhány dalban volt hallható a játéka, mígnem 1978-ban végleg a távozás mellett döntött.
Az album több újrakiadást is kapott, 2011-ben egy 2 CD-ből álló kiadvány jelent meg, amelynek első korongján az eredeti album volt hallható, a kettes lemezen pedig alternatív dalverziók és élő felvételek kaptak helyet.

## Háttér
1976-ban a Jailbreak album turnéján a Ritchie Blackmore vezette Rainbow társaságában adtak koncerteket, azonban a turnét meg kellett szakítani Lynott hepatitis fertőzése miatt.
Mindeközben a Melody Maker olvasói megszavazták az együttest az "év legfényesebb reménységének".
Lynott hepatitis miatti betegsége alatt a zenekar folyamatosan írta a dalokat. Lynott egy Manchester-beli kórházban lábadozott egy akusztikus gitár társaságában, így 1976 júniusa és júliusa folyamán meg tudta írni a következő nagylemez javát. Lynott felépülése után a zenekar München-be utazott, hogy John Alcock producerrel rögzítsék a következő nagylemezt. A helyszín a neves Musicland Studios volt, adóügyi okokból a zenekar jobban járt volna, ha Németország-ban dolgozik az Egyesült Királyság helyett.
A felvételek folyamán egyértelművé vált, hogy a Musicland nem megfelelő a zenekar számára, különösen az ideális dobhangzás előállítása okozott fejtörést a zenekar és a stáb számára.Augusztus 6-án elhagyták a stúdiót, és visszatértek a London-ban található Ramport Stúdió-ba, ahol az előző album is készült, habár egyes felvételek a szintén London-ban található Olympic Studios-ban készültek. Robertson elmondása szerint a munka gyorsan zajlott, a zenekar nagy mennyiségű anyagból dolgozhatta ki az albumra felkerülő dalokat. Ezzel némileg ellentétes Alcock álláspontja, elmondása szerint az album nehézkesen született meg, Lynott a szokásosnál több időt igényelt a dalok befejezéséhez, és gyakori volt a vita arról (például a Boogie Woogie Dance esetében), hogy mely dalok kerüljenek fel a lemezre.

## Dalok
Az album egyik legismertebb dala a Don't Believe a Word melynek felvételei során mutatkoztak meg a Lynott és Robertson közötti egyre nagyobb feszültségek. A dalt Lynott írta, amely eredetileg egy lassú 12 ütemű blues volt. Amikor mugmutatta a többieknek Robertson egyszerűen "szarnak" nevezte a dalt, mire Lynott sértődöttségében néhány napra eltűnt. Ezidő alatt Robertson átdolgozta a dalt, egy gyorsabb, a saját ízlésének megfelelő riffet rakott bele, Downey pedig shuffle (nyújtott ritmus) ütemmel egészítette ki. Mikor Lynott visszatért a stúdióba meg volt elégedve a dallal. Azonban szerzőként csak a basszusgitáros/énekes volt jelölve, ami igencsak bosszantotta Robertsont, szerinte Downey és az ő nevét is fel kellett volna tüntetni. A dal eredeti verziója Gary Moore 1978-ban megjelent Back on the Streets lemezére került fel, amelyen Lynott is szerepelt, emellett a Thin Lizzy 1983-ban publikált Life koncertalbumán is az eredeti verzió hallható. 
A Borderline szövegének egy részét Robertson írta, ez a borítón is fel lett tüntetve. A nóta egy lányról szól, aki nem viszonozza a szerző szerelmét, sőt inkább gyűlöletet érez iránta. Hasonló tematikájú a Sweet Marie dal, amiben Lynott társszerzője Scott Gorham gitáros volt.
Robertson elmondása szerint a Rocky című dalt együtt dolgozta ki Lynott-tal, míg a Massacre Alcock visszaemlékezése szerint teljes egészében a stúdióban állt össze. A dal szövegét az inspirálta, hogy Lynott a kórházban találkozott egy protestáns pappal, mire a katolikus zenész feszült lett. Később megbánta reakcióját és megírta a vallási előítéleteket elutasító dalszöveget.
A Fools Gold az 1845 és 1849 közötti  nagy ír éhínség témakörét dolgozza fel, amikor a burgonyavész következtében több, mint egymillióan haltak éhen és tömegek vándoroltak amerikába, hogy új életet kezdjenek.
Az album címében és két dalában is feltűnik a Johnny név, amely karakter már korábban is felbukkant, az olyan dalokban, mint a Showdown vagy a The Boys Are Back in Town. Gorham elmondása szerint Phil Lynott is lehetett volna az említett személy.
A Johnny the Fox meets Jimmy the Weed egy funk stílusban íródott dal, a szerzemény fő riffjét gyakran játszották a hangpróbák alkalmával. Lynott nagy rajongója volt a The O’Jays zenéjének, a dal megírásakor az 1958-ban alakult együttes For the Love of Money dalát tekintette kiindulópontnak. A dalban hallható Johnny the Fox és Jimmy the Weed valódi személyek voltak. Gorham elmondása szerint két, Manchester-ben élő kisstílű tolvaj, akik igazán viccesek és kedvelni valóak tudtak lenni. A dal felkerült az Ultimate Breaks and Beats válogatásalbum sorozat egyik darabjára is.
Az album több dalában is vendégzenészek működtek közre. A legnevesebb Phil Collins személye, aki Lynott jóbarátja volt. Collins ütőhangszereken működött közre, azonban szereplése olyan mértékben volt jelentéktelen, hogy sem Robertson, sem Downey nem emlékszik rá melyik dalokban is hallható Collins. Robertson szerint Lynott csak azért szerepeltette, mert Collins jól csengő neve kedvezően hathat a Thin Lizzy megítélésére is.
Az ír származású Fiachra Trench húros hangszereken segítette ki a zenekart, többek között a Sweet Marie című dalban, melyben hegedűn és brácsán hallható. Kim Beacon a String Driven Thing folk-rock együttes énekese, háttérvokalistaként szerepel a lemezen, de hogy  melyik dalban vagy dalokban arra a zenekar egyik tagja sem emlékszik. Robertson elmondása szerint Bacon csak azért kapott meghívást, mert jóbarátja Frankie Miller éppen nem ért rá.
Az album borítóját ismét Jim Fitzpatrick készítette, Lynott kérésére még a lemezcím megszületése előtt kellett megfestenie a képet. Fitzpatrick egy kelta motívumokkal átszőtt, neogótikus hatású mintát tett a lemez széleire, a középen elhelyezkedő festményhez azonban nem volt ötlete. A határidőhöz közeledve kétségbeesetten kérdezte Lynott-ot a lemez címéről, hogy inspirációt nyerjen. Mikor kiderült, hogy "Johnny the Fox" ("Johnny a róka") lesz az album címe, Fitzpatrick megfestette a borító közepén látható róka alakját. Lynott és Fitzpatrick egyaránt úgy érezte, hogy a róka egyfajta „kívülálló” karakternek felel meg az állatvilágban, csakúgy, mint a párduc, ami az 1974-es Nightlife albumon volt látható.

## Fogadtatás, utóélet
Az 1976. október 16-án megjelenő album fogadtatása pozitív volt, habár szerényebb visszhangot váltott ki, mint közvetlen elődje. Főleg Amerikában ahol a Billboard 200 listáján csak az 52. helyre került, az Egyesült Királyságban viszont a 11. lett.
Zenei szempontból a "Johnny the Fox" folytatta a "Jailbreak" által megkezdett utat, felvonultatva az együttesre jellemző zenei fordulatokat és dalszövegeket. A Melody Maker korabeli recenziója pozitívan írt az albumról. A Harry Doherty tollából született cikk, elődjéhez viszonyítva finomabbnak, dallamosabbnak és az anyag hatókörét sokkal szélesebbnek nevezte mint amit a "Jailbreak" hard rockja felmutat.
John Milward a Rolling Stone 1977. január 27-i számában dicsérte az albumot, meglátása szerint a dalok nagyrésze az erőszak és a rock and roll körül forog. Emellett dicsérte az anyag erőteljes hangzását, kifejtve, hogy Alcock munkája hasonlít arra a hangzásra amit Jack Douglas az Aerosmith lemezein is alkalmazott.
John Dougan a The All-Music Guide to Rock írója 1995-ös írásában kifejtette, hogy egy lazább hangvételű album született, ami ”ugyan nem nélkülözhetetlen, de időpazarlásnak semmiképpen sem nevezhető a végighallgatása.”
Stephen Thomas Erlewine az AllMusic írója visszatekintő cikkében négy pontot adott rá az ötből, és kifejtette, hogy ugyan elődjétől elmarad az anyag, de ugyanolyan erősségeket mutat, mint elődje, azaz Lynott szövegei és a csoport zenei ereje a fő vonzerő. Nézőpontja szerint törvényszerű, hogy egy olyan lemez, mint a "Jailbreak" után a folytatás egy picivel gyengébb legyen, de a  „Johnny the Fox megéri az erőfeszítést, még akkor is, ha nem olyan jó, mint az elődje, vagy a közvetlen utódja.” Meglátása szerint Lynott dalszövegei továbbra is "elegánsak", melyek egy „furcsa, félig sikerült koncepcióalbum felé terelik a hallgatót. Lehet, hogy van egy történet a Johnny the Foxban – a karaktereket bemutatják és visszahozzák -, de azt kibogozni szinte lehetetlen.”
A kanadai újságíró Martin Popoff azonban dicsérte az anyagot, sőt egyenesen a zenekar első remekművének nevezte azt, dicsérve a melodikus zenét és a sokszor melankolikus dalszövegeket. Stuart Bailie a Classic Rock kritikusa a 2011-es újrakiadás kapcsán 7 pontot adott rá a 10-ből, kifejtve, hogy a dallamok izgalmasak és Lynott is jól teljesít, de a kettes lemezen hallható bónuszok kevésbé olyan érdekfeszítőek, mint azt más Thin Lizzy újrakiadások kapcsán megszokhattuk.
A Sputnikmusic cikke 3.5 pontot adott rá az ötből, kifejtve, hogy ”míg a Jailbreak Gorham és Robertson gitárjairól szólt, addig a Johnny The Fox, kimerem jelenteni átlagos gitárjátékkal rendelkezik. Lynott mámorító hangja azonban érdemesnek tartja az albumot a meghallgatásra.” A cikk szerint a Rocky, a Sweet Marie és a Boogie Woogie Dance az album leggyengébb pillanatai, míg a Massacre a korong legjobban sikerült tétele.
Az albumról a Don't Believe a Word jelent meg kislemezen, amely a 12. helyig jutott a brit kislemezek listáján, míg Írországban a 2. lett. Az album megjelenését egy brit turné követte a Huey Lewis vezette amerikai Clover előzenekarral. A körút sikeres volt, így november-ben Londonban, a patinás Hammersmith Odeon-ban lépett fel a zenekar. Ezt egy televíziós szereplés követte a BBC TV Special-ban, ahol élőben játszottak szemben a szintén fellépő Rod Stewart-tal.
1976 telére újabb amerikai turnét terveztek, azt viszont Robertson verekedés miatti ujjsérülése miatt kellett elhalasztani. Robertson 1976 november 23-án a Speakeasy Club-ban volt, ahol jóbarátja Frankie Miller a Glaswegian énekese is jelen volt. A klubban a Gonzalez nevű reggae zenekar játszott, amikor a részeg Miller a zenélő Gordon Hunte gitárost sértegette. Hunte később megtámadta Millert egy öltözőben lévő üveggel, mire Robertson beavatkozott. Az incidens következtében Robertson keze   idegkárosodást szenvedett el.
A körút végül 1977 januárjában indult ahol a Queen előtt léptek fel, immáron Robertson helyén Gary Moore gitárossal.
Az album 2011. január 24-én újra napvilágot látott, remaszterizálva, bónuszdalokkal kiegészítve. A 2 CD-s kiadás első lemezén az eredeti album volt hallható, míg a második lemezen kaptak helyet a bónuszdalok. Az eredeti kiadás hátsó borítóján helytelenül lett feltüntetve a dalok sorrendje, csakúgy mint a CD füzet hátsó oldalán, ahol a Don't Believe a Word háromszor szerepel, míg a lemezen kétszer van rajta. Az eredeti album anyaga új maszterizálást kapott 2010-ben, de végül ezt nem használták fel, így az egyes CD-n az 1996-os újrakiadás anyaga hallható.

## Számlista
| 1. | Johnny               | 4:18 |
| 2. | Rocky                | 3:43 |
| 3. | Borderline           | 4:37 |
| 4. | Don't Believe a Word | 2:18 |
| 5. | Fools Gold           | 3:53 |

| 6.  | Johnny the Fox Meets Jimmy the Weed | 3:36 |
| 7.  | Old Flame                           | 3:05 |
| 8.  | Massacre                            | 3:01 |
| 9.  | Sweet Marie                         | 3:58 |
| 10. | Boogie Woogie Dance                 | 3:06 |

### Remaszterizált kiadás
| 2. lemez | 2. lemez                                                                | 2. lemez | 2. lemez | 2. lemez | 2. lemez | 2. lemez | 2. lemez | 2. lemez | 2. lemez |
| #        | Cím                                                                     | Hossz    |          |          |          |          |          |          |          |
| -------- | ----------------------------------------------------------------------- | -------- | -------- | -------- | -------- | -------- | -------- | -------- | -------- |
| 1.       | Don't Believe a Word (remix verzió)                                     | 2:21     |          |          |          |          |          |          |          |
| 2.       | Johnny (remix verzió)                                                   | 4:30     |          |          |          |          |          |          |          |
| 3.       | Don't Believe a Word (BBC felvétel, 1976. október 11.)                  | 2:45     |          |          |          |          |          |          |          |
| 4.       | Johnny the Fox Meets Jimmy the Weed (BBC felvétel, 1976. október 11.)   | 3:42     |          |          |          |          |          |          |          |
| 5.       | Fools Gold (BBC felvétel, 1976. október 11.)                            | 3:54     |          |          |          |          |          |          |          |
| 6.       | Johnny (BBC felvétel, 1976. október 11.)                                | 4:16     |          |          |          |          |          |          |          |
| 7.       | Fools Gold (instrumentális)                                             | 3:26     |          |          |          |          |          |          |          |
| 8.       | Johnny the Fox Meets Jimmy the Weed (instrumentális, kibővített verzió) | 5:32     |          |          |          |          |          |          |          |
| 9.       | Rocky (instrumentális)                                                  | 3:47     |          |          |          |          |          |          |          |
| 10.      | Massacre (instrumentális)                                               | 2:01     |          |          |          |          |          |          |          |
| 11.      | Scott's Tune (instrumentális)                                           | 1:59     |          |          |          |          |          |          |          |
| 38:13    |                                                                         |          |          |          |          |          |          |          |          |

## Kislemezek
- Johnny the Fox Meets Jimmy the Weed / Old Flame – 1976. július 30. (csak az USA-ban)
- Don't Believe a Word / Old Flame – 1976. november 26.

Az USA-ban a Boogie Woogie Dance, míg Japánban a Rocky szerepelt a B oldalon.
- Rocky / Half Caste (Ausztrál, kanadai és USA verziók)
- Rocky / Fools Gold (Spanyol verzió)

## Zenészek
Thin Lizzy
- Phil Lynott – basszusgitár, ének, akusztikus gitár
- Scott Gorham – szóló és ritmusgitár
- Brian Robertson – szóló és ritmusgitár
- Brian Downey – dob, ütőhangszerek

Vendégzenészek
- Fiachra Trench – hegedű és brácsa
- Phil Collins – ütőhangszerek
- Kim Beacon – háttérvokál

Produkció
- John Alcock – producer
- Will Reid Dick – hangmérnök
- Neil Hornby – segéd hangmérnök
- Denis Blackham – maszterelés  (Master Room stúdió, London)
- Jim Fitzpatrick – borító

## Listás helyezések
| Év   | Lista               | Pozíció |
| ---- | ------------------- | ------- |
| 1976 | Brit lemezlista     | 11      |
| 1976 | Svéd lemezlista     | 17      |
| 1976 | Billboard 200 (USA) | 52      |
| 1977 | RPM100 (Kanada)     | 52      |

| Év   | Kislemez             | Lista              | Pozíció |
| ---- | -------------------- | ------------------ | ------- |
| 1977 | Don't Believe a Word | Ír kislemez lista  | 2       |
| 1977 | Don't Believe a Word | Brit kislemezlista | 12      |

## Eladási minősítések
| Ország | Szervezet | Év   | Eladás            |
| Anglia | BPI       | 1977 | Arany (+ 100,000) |